# Anti-gp210
Os anticorpos anti-glicoproteína-210 (AGPA, anti-gp210, anti-nup210, anti-np210) são direcionados para gp210 (A glicoproteína-210 do poro nuclear) e são encontrados em pacientes com cirrose biliar primária (CBP) em alta frequência. O anticorpo reconhece o terminal carboxílico (cauda) orientado para o citoplasma da proteína.
Embora a anti-gp210 seja encontrada como um marcador prognóstico em apenas uma minoria de pacientes com CBP, aqueles que o fizeram tiveram maior mortalidade e previram um desfecho ruim. Além disso, os pacientes que responderam à terapia com ácido ursodesoxicólico e, portanto, tiveram reduções de anti-gp210 não desenvolveram doença hepática em estágio terminal em relação à coorte não tratada com anti-gp210 Ab. Pacientes com CBP com anti-gp210 potencialmente destrutivo têm expressão aumentada de Nup210 (gene) no ducto biliar, um potencial fator de escape da tolerância imune.
Anti-mitocondriais, anti-centrômero e anticorpos anti-p62 também são encontrados em (CBP). Enquanto os pacientes com anti-gp210 progridem para insuficiência hepática em estágio terminal, pacientes com anticorpos anticentrômeros frequentemente progridem para hipertensão portal, indicando ainda um papel específico do anti-gp210 na cirrose biliar primária (CBP).
A glicoproteína gp210 é comumente utilizada na literatura. O gene, NUP210, codifica a glicoproteína-210 do poro nuclear (porina nuclear), que é um componente importante do complexo do poro nuclear humano.